# Nakary Ramos
Nakary Mena Ramos (n. c. 1996) es una periodista venezolana que ha trabajado para el portal Impacto Venezuela. El 8 de abril de 2025 fue detenida junto con su esposo debido a un reportaje sobre la percepción ciudadana del crimen en Venezuela. Ambos estuvieron desaparecidos por al menos 70 horas y les imputaron con los cargos de «instigación al odio» y de «difusión de información falsa».

## Detención
Nakary realizó un reportaje para el portal Impacto Venezuela sobre la percepción entre los ciudadanos, particularmente en Caracas, del crimen en el país. El 8 de abril de 2025 detenida el mismo día junto con su esposo, Gianni González, y el 10 de abril fue presentada ante el Tribunal 1 de Control. Nakary y su esposo estuvieron desaparecidos por al menos 70 horas, y su última ubicación conocida había sido Plaza Venezuela, donde grababa el video para otro reportaje, con Gianni ayudando como asistente de cámara. Su familia acudió a sedes del Servicio Bolivariano de Inteligencia Nacional (SEBIN), tanto en Plaza Venezuela como El Helicoide, y tras la negación de que se encontraran en las sedes interpusieron una denuncia de desaparición ante el Cuerpo de Investigaciones Científicas, Penales y Criminalísticas (CICPC). El reportaje de Nakary fue borrado por el portal Impacto Venezuela.
La audiencia se celebró a las 6:00 p.m., donde el Ministerio Público la imputó con los cargos de «instigación al odio» y de «difusión de información falsa», y le asignó como centro de reclusión el Instituto Nacional de Orientación Femenina (INOF) en Los Teques. Su esposo fue imputado con los mismos cargos y trasladado al penal El Rodeo II. La detención ocurrió un día después de que el portal Venezuela News publicara un artículo criticando el reportaje. Días antes, el 2 de abril, el ministro de interior y justicia Diosdado Cabello dijo en su programa de televisión «Con el mazo dando» que había ordenado una «investigación profunda» y describió  a reportajes como los de Impacto Venezuela como «una campaña para que la gente tenga miedo».
Para el 14 de abril se le permitió el nombramiento de una defensa privada, algo inusual y el primer caso en el que se permite entre 15 trabajadores de la prensa detenidos en el contexto poselectoral. Para ese momento se encontraba recluida en la sede del CICPC en El Hatillo.
El Sindicato Nacional de Trabajadores de la Prensa (SNTP), el Colegio Nacional de Periodistas (CNP), el Instituto Prensa y Sociedad Venezuela (IPYS Venezuela) y la ONG Espacio Público denunciaron la detención y desaparición de Nakary. El Comité para la Protección de los Periodistas (CPJ) exigió la libertad inmediata de Nakary y de su esposo, declarando que «Todos los cargos en su contra deben ser retirados y las autoridades deben garantizar que las personas en Venezuela puedan ejercer su labor libremente y sin temor a represalias». La Relatoría Especial para la Libertad de Expresión (RELE) de la Comisión Interamericana de Derechos Humanos (CIDH) le hizo un llamado al Estado venezolano a «garantizar el respeto a los derechos fundamentales» de la periodista y a «abstenerse de tomar represalias por el ejercicio de su labor». Edmundo González describió su detención y la de su esposo como un «golpe a la humanidad».

## Vida personal
Nakary está casada con Gianni González, quien también fue detenido el 8 de abril y sujeto a desaparición forzada. Ambos tienen una hija, quien para abril de 2025 tenía cinco años de edad.